# Walter Villadei
Walter Villadei (Roma, Itália - 29 de abril de 1974) é um militar italiano.

## Carreira
Em 1998, na 46ª Brigada de Transporte Aéreo de Pisa, Villadei iniciou sua carreira, onde trabalhou na manutenção de aeronaves e em diversas missões operacionais no exterior até 2003. Então, foi designado para o Estado-Maior da Aeronáutica em Roma, no Escritório de Tecnologias Avançadas e Programas de UAV. Concluiu o mestrado sobre satélites e plataformas orbitais em 2005 e representou o Estado-Maior da Aeronáutica no Comitê de Defesa de Programas Espaciais (nível técnico). Em 2011, foi designado para o novo Gabinete de Política Espacial criado no 3º Departamento do Estado-Maior da Aeronáutica. Em 2014, foi nomeado pela Presidência do conselho como delegado nacional da Comissão Europeia para apoio e monitorização do espaço exterior.
Em 2008, Villadei iniciou seu treinamento espacial primário no Centro de Treinamento de Cosmonautas Yuri Gagarin, na Cidade das Estrelas, Rússia. Em 2012, recebeu seu diploma de cosmonauta e, em 2015, completou seu treinamento avançado de pré-atribuição, obtendo sua qualificação como engenheiro de voo da Soyuz, usuário do segmento russo da Estação Espacial Internacional e operador de atividades extraveiculares.
Em 2021, foi selecionado para voar ao espaço no Virgin Galactic Unity 23, em uma SpaceShipTwo.
Em 2022, foi selecionado para treinar em Houston para um voo futuro como tripulante da Axiom Space.
Também em 2022, como parte de um acordo entre a Axiom Space e o Ministério Italiano de Inovação Tecnológica e Transição Digital, Walter Villadei foi selecionado como reserva da Axiom Mission 2, e um acordo inicial foi assinado para fazer parte da tripulação principal da Axiom Mission 3, lançado em janeiro de 2024.